# أكينوبو يوكويوتشي
أكينوبو يوكويوتشي (باليابانية: 横内 昭展) (30 نوفمبر 1967 في فوكوكا في اليابان – )؛ هو لاعب كرة قدم ياباني سابق كان يلعب كلاعب وسط.

## وصلات خارجية
- أكينوبو يوكويوتشي على موقع رابطة كرة القدم اليابانية للمحترفين (اليابانية)
- أكينوبو يوكويوتشي على موقع قاعدة بيانات كرة القدم.إي يو (الإنجليزية)
- أكينوبو يوكويوتشي على موقع Soccerway.com (الإنجليزية)
- أكينوبو يوكويوتشي على موقع عالم كرة القدم.نت (الإنجليزية)